# Conférence Olivaint
Die Conférence Olivaint (dt. Olivaint-Konferenz) ist ein französischer Jugendverband, der als gemeinnützig anerkannt ist.
Sie wurde im Herbst 1874 gegründet und ist die älteste Studentenvereinigung Frankreichs. Ihre Aufgabe ist es, junge Menschen für das berufliche Leben heranzubilden, insbesondere durch wöchentliche Konferenzen mit politischen Persönlichkeiten und seit 2003 mit Persönlichkeiten des bürgerlichen, wirtschaftlichen und kulturellen Milieus.
Das Modell der Olivaint-Konferenz wurde in Belgien übernommen, wo es seit 1954 eine belgische Olivaint Conference gibt.

## Geschichte
Die Olivaint-Konferenz wurde im Herbst 1874 von den Jesuiten gegründet. Sie wurde nach dem Geistlichen Pierre Olivaint benannt, dem Oberen der Jesuiten in der Rue de Sèvres, der am 26. Mai 1871 zusammen mit etwa 50 weiteren Geiseln von den Kommunarden der Pariser Kommune hingerichtet wurde. Diese Hinrichtungen galten als Antwort auf die Unterdrückung in Versailles während der Blutigen Woche der Pariser Kommune.
Olivaint wollte die Jugendlichen für das berufliche und politische Leben ausbilden: „Wenn man in die politische Karriere gedrängt wird, ist es wichtig, vorne dabei zu sein. In einer Zeit der Revolution muss man sich durch Wissen, Charakter und Unabhängigkeit über alle Parteien erheben, um nur die Interessen des Landes zu sehen und sich seiner Rettung zu widmen“, sagte er.
Ziel der Olivaint-Konferenz war es, junge Menschen aus der Konation Rue de Sèvres einzustellen und sie darauf vorzubereiten, die Interessen der Kirche und des Landes zu vertreten.
Die Mittwochssitzung ist eine Tradition der Olivaint-Konferenz seit ihrer Gründung. Der Gast hält eine allgemeine Rede, die oft stark politisch oder moralisch konnotiert ist.
Die Olivaint-Konferenz profitierte vom Ultramontanismus. In der Tat erteilten Papst Pius IX. und später Papst Leo XIII. der Konferenz ihren apostolischen Segen und betonten die besondere Rolle, die diese Organisation in ihren Augen erfüllte. Sie bezeichneten sie als „von allgemeinem Interesse für die Gesellschaft“.
Nach dem Ersten Weltkrieg wollte die Olivaint-Konferenz ihre Debatten auf internationaler Ebene ausweiten. Die Olivaint-Konferenz lädt Persönlichkeiten aller politischen Richtungen ein.
1946 lud die Olivaint-Konferenz italienische Studenten ein, um sich über das Thema „Demokratie und Faschismus“ auszutauschen. Im darauffolgenden Jahr fand die erste deutsch-französische Konferenz mit dem Thema „Verantwortung und Nazismus“ statt.
Seit dem Krieg ist die Olivaint-Konferenz eher christlichdemokratisch und vor allem proeuropäisch ausgerichtet. 1968 wurde der Laizismus allgemein anerkannt, unter dem Vorsitz von Laurent Fabius (Jugendliche Abteilung) und Hervé de Charette (Antike Abteilung). In den 1980er Jahren wurden viele junge Mitarbeiter von François Mitterrand, von Antiken wie Jacques Attali oder Hubert Védrine eingestellt. 2013 wurde auf Veranlassung des Präsidenten des Jugendzweigs die Laizität als Gründungsprinzip in den Statuten und in den Statuten des Vereins verankert.
Ursprünglich für ein männliches Publikum bestimmt, wurde die Olivaint-Konferenz in den 1950er Jahren immer weiblicher und wählte 1970 mit Angeline Arrighi ihre erste Vorsitzende. Heute nähert sich die Assoziation der Parität. Für die Amtszeit 2021–2022 beispielsweise hat der Verband mehrheitlich weibliche Mitglieder eingestellt (51 %). Im Jahr 2022 waren 40 % der Stellen mit Frauen besetzt.
Am 26. Mai 2021 beging der Verein den 150. Jahrestag der Gründung der Pariser Kommune und des Todes von Vater Olivaint bei einer Veranstaltung, an der beide Seiten der Konferenz teilnahmen.

## Betrieb
Die Rekrutierung der neuen Mitglieder der Olivaint-Konferenz erfolgt im Rahmen eines Verfahrens, das sich auf die vorherige Prüfung eines Dossiers (mit Motivationsschreiben und Lebenslauf) und anschließend auf ein persönliches Gespräch mit den für die Rekrutierung Verantwortlichen der Olivaint-Konferenz stützt.
Nach drei Jahren haben die Mitglieder der Jugendabteilung, die für ihre Beteiligung am Leben des Vereins anerkannt sind, Zugang zur Jugendabteilung.
Die Gruppe „Jugendliche“ besteht aus einer großen Mehrheit von Studierenden und einer Minderheit von Erwerbstätigen.
Die Altersgrenze für die Bewerbung um die Olivaint-Konferenz wurde auf 30 Jahre festgelegt.
Unter den Studenten waren im Jahr 2022 etwa ein Viertel aus Sciences Po Paris, ein Viertel aus Assas und ein Viertel aus der Sorbonne. Das letzte Viertel besteht aus Studenten der ICP, der Wirtschaftsschulen (HEC, ESSEC, ESCP, …), der Ingenieurschulen (ENSAE, CentraleSupélec, Polytechnique...), der Normalisten (ENS und ENS Cachan), der Kommunikationswissenschaften (CELSA, ISCOM), der Sciences Po Lille, Universität Paris-Nanterre, der Ecole du Louvre und Dauphine.
Jedes Jahr werden bei den Wahlen die Listen mit einem Namen versehen, der eindeutig sein muss. Die gewählte Liste wird dann zum aktiven Büro. Seit Juni 2022 wird der Verein vom Büro Simone Weil geleitet.

## Aktivitäten
Die Haupttätigkeit der Olivaint-Konferenz ist die Organisation wöchentlicher Konferenzen mit Persönlichkeiten aus der Politik und der Zivilgesellschaft. Obwohl diese Konferenzen für die Öffentlichkeit zugänglich sind, ist es Tradition, dass die auf diesen Konferenzen gehaltenen Äußerungen vertraulich behandelt werden. Diese finden in Paris statt und finden oft in den Räumlichkeiten von Sciences Po, dem Institut Catholique de Paris, im Cercle France-Amériques oder an der Sorbonne statt. Parallel dazu Masterclasses, Ausflüge und interne Veranstaltungen das Angebot ab.
Eine andere Tradition ist die Ausbildung an der oratorischen Kunst. So gehen jeder wöchentlichen Konferenz Vortragsrunde und ein Porträt des Gastes voraus. Seit 1947 werden von Rechtsanwälten Kurse in oratorischer Kunst abgehalten. Jacques Pradon, Mario Stasi und Olivier Schnerb folgten als Berater für Oratorienkunst der Olivaint Conference. Seit 2017 üben François Martineau und Antoine Vey dieses Amt aus.
Seit 2008 organisiert die Olivaint-Konferenz in Zusammenarbeit mit der Konferenz des Praktikums der Barreau de Paris die «Joute des Conférences», einen jährlichen Wettbewerb für oratorische Kunst. Die Wettbewerbe fanden 2012 in Sciences Po Paris statt, 2013 im Auktionssaal des Justizpalastes, 2014 im Conseil d’État, 2015 in der Bibliothek des Ordens der Barreau de Paris im Justizpalast unter dem Vorsitz von Bâtonnier Christian Charrière-Bournazel, 2016 in der Nationalversammlung unter dem Vorsitz von Ministerpräsidentin Marylise Lebranchu und 2017 im Hôtel de Harlay unter dem Vorsitz von Minister Hervé de Charette
Das Jahr 2018 bildet eine Ausnahme, da das Joute des Conferences nicht stattgefunden hat.
Die Übernahme erfolgt 2019 in der Bibliothèque de l’Ordre des Avocats du Barreau de Paris unter dem Vorsitz von Antoine Vey.
Angesichts der Pandemie wurde die Durchführung der Joute im Jahr 2020 ausgesetzt. Sie wurde schließlich auf den Herbst 2021 verschoben und fand im Rathaus des 16. Arrondissements statt, während die Bibliothèque de l’Ordre du Barreau de Paris im Mai 2022 Gastgeber der Ausgabe 2021 war. Die nächste Ausgabe findet im Herbst 2022 statt.
Im Jahr 2017 hat die Olivaint Conference den Olivier Schnerb Eloquence Prize zu Ehren seines verstorbenen Beraters ins Leben gerufen.
Die Olivaint Conference veranstaltet außerdem jedes Jahr
- Ein öffentliches Kolloquium
- Eine Studienreise ins Ausland
- Im Jahr 2021 fand aufgrund der Pandemie die Studienreise auf der Insel Port-Cros statt, auf der die Olivaint Conference vom Ende des Zweiten Weltkriegs bis zum Ende der 70er Jahre internationale Seminare veranstaltete[7]

## Ältere
Die Anciens verfügen über einen Verwaltungsrat, der seit 2019 von Professor Antoine Souchaud geleitet wird und sichert den Fortbestand der Olivaint Conference. Sie bilden ein informelles Netzwerk und haben weniger regelmäßige Aktivitäten als junge Menschen.
Die Ältesten der Olivaint-Konferenz sind vor allem wichtige politische Persönlichkeiten: Michel Barnier, Karine Berger, Laurent Fabius, Pierre Mendès France, Jean-Louis Bourlanges, Robert Schuman oder Arnaud Montebourg.
Manche Alumni sind auch Intellektuelle, Richter oder anerkannte Unternehmer: Jacqueline de Guillenchmidt, Jean-Claude Casanova, Christine Ockrent, Jean-Noël Jeanneney, Marguerite Bérard oder Isabelle Huppert.